# Општина Марачинени (Бузау)
Марачинени (рум. Mărăcineni) општина је у Румунији у округу Бузау.
Oпштина се налази на надморској висини од 105 m.